# Josiah Wedgwood
Josiah Wedgwood (Burslem, 12 luglio 1730 – Stoke-on-Trent, 3 gennaio 1795) è stato un ceramista inglese e uno dei principali esponenti della prima rivoluzione industriale, noto anche per essere stato tra i primi a chiedere l'abolizione della schiavitù.
Adottò infatti nella sua industria una moderna divisione del lavoro, distinguendo nettamente un reparto di progettazione da quello di produzione. Le sue ceramiche e porcellane fini, ispirate, nelle forme e nelle decorazioni, all'antichità classica, gli fecero acquisire una fama mondiale. La Waterford Wedgwood è tutt'oggi una delle industrie di porcellana più famose e più quotate del mondo.

## Biografia
Tredicesimo e ultimo figlio di Thomas Wedgwood (1687 – 1739) e di sua moglie, Mary, nata Stringer (deceduta nel 1766), figlia del ministro unitariano di Newcastle-under-Lyme, la famiglia di origine era dedita alla realizzazione di ceramiche sin dal XVII secolo ed il giovane Josiah iniziò a lavorare nell'industria di famiglia all'età di nove anni, dopo la morte del padre.
Si hanno poche notizie dell'infanzia di Josiah, crebbe a Churchyard House, la casa che il padre Thomas aveva ereditato da suo padre, dall'età di sette anni frequentò la scuola a Newcastle-under-Lyme. Alla morte del padre la conduzione degli affari passò al fratello maggiore Thomas, e dall'11 novembre 1744 Josiah divenne apprendista presso l'azienda famigliare. Intorno al 1745 o 1746 soffrì di un violento attacco di vaiolo che gli lasciò dei danni permanenti ad un ginocchio impedendogli di lavorare al tornio senza assistenza, nonostante ciò proseguì il suo apprendistato contraddistinguendosi per la sua notevole abilità al tornio.
Lavorò con il fratello fino al 1752, dopo una prima breve partnership con John Harrison e Thomas Alders di Stoke-on-Trent, Staffordshire, nel 1759 formò una società con Thomas Whieldon di Fenton Low. Whieldon era un ceramista molto famoso e di grande successo, in questo periodo Wedgwood apprese le tecniche più moderne su forme e colori. Fu presso di lui che migliorò la green glaze, una particolare tecnica di verniciatura in verde che è ancora in uso oggi e che rese famosi i suoi servizi a forma di cavolo, decorati con decalcomanie.

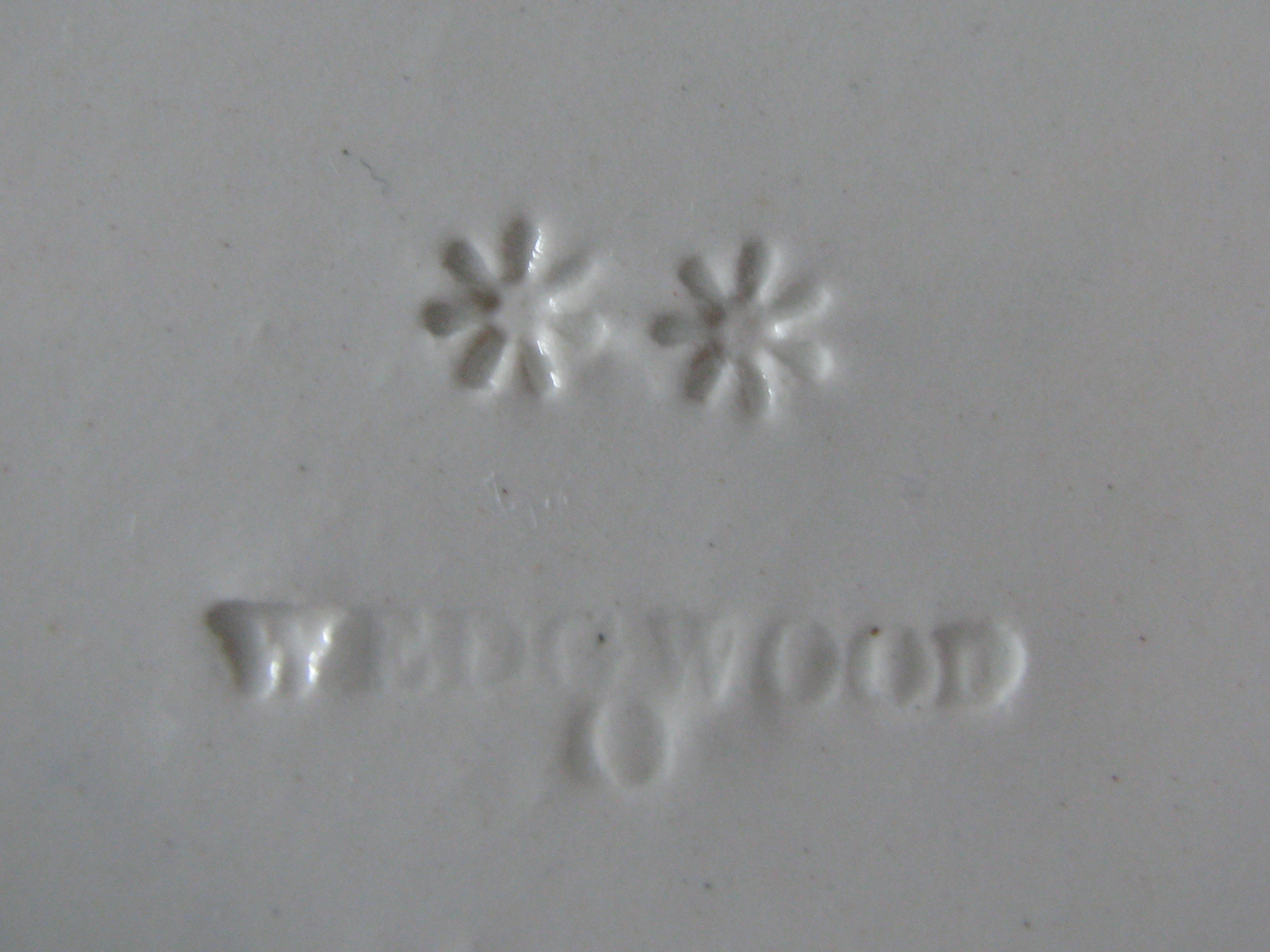
Marchio Wedgwood

Nel 1759 cessò la collaborazione con Whieldon e si mise in proprio prendendo in affitto la Ivy House factory di Burslem ed assumendo alle proprie dipendenze il cugino, Thomas Wedgwood che nel 1765 divenne suo socio, il sodalizio durò fino al 1788. Nel 1765 Wedgwood ha in produzione un particolare tipo di ceramica molto durevole, dalle forme di facile utilizzo, caratterizzata dal color crema. Questa ceramica, detta creamware, viene particolarmente apprezzata dall'allora regina Charlotte, che la omaggia del suo patronato. La ceramica cambia nome in Queen's Ware. La pubblicità che ne deriva e le sue qualità la rendono la scelta preferita di tutta la ceramica domestica, in Inghilterra e all'estero.

Furono molte le manifatture che risentirono della concorrenza di Wedgwood, persino delle dimensioni e dell'importanza di quelle di Sèvres e Meissen. Quelle che sopravvissero iniziarono ad imitare la sua ceramica color crema, che sul continente venne detta Faenza Fine o Faenza Inglese.
Nel 1768 a Wedgwood si unisce il mercante Bentley. In questo periodo la produzione si orienta su oggetti decorativi di ceramica dura non smaltata, decorata con i soggetti del mondo classico, tanto cari al Neoclassicismo. I più importanti furono:
- i Basalti Neri, che imitavano i vasi greci con figure rosse
- i Jasper, porcellane a grana finissima, vitree, che si ottenevano per azione di temperature altissime su impasti contenenti solfato di bario. I Jasperwares, ovvero gli oggetti in ceramica Jasper vennero imitati a Sèvres e persino a Meißen, dove vennero chiamati Wedgwoodarbeit, cioè il lavoro Wedgwood

Nel 1771 Wedgwood fonda, nello Staffordshire, la manifattura Etruria, prevalentemente per la produzione di vasi ornamentali.  Scelse come suo motto Artes Etruriae Renascantur, perché rinascano le arti dell'Etruria, e vi impostò una divisione moderna del lavoro: da un lato il designer, che per lungo tempo fu John Flaxman, delegato alla progettazione delle forme e delle decorazioni dei manufatti. Dall'altro gli artigiani, divisi in formatori, tornitori, plasmatori, decoratori e addetti alla rifinitura.

Nel 1774 la Zarina di Russia Caterina la Grande, nota collezionista di porcellane e ceramiche, commissiona a Wedgwood un servizio da 952 pezzi. In questo stesso anno vede la luce un altro prodotto importante: il Diaspro. È una ceramica in vetro, opaca che viene usata per intagli, cammei, medaglioni e tavolette adorni con copie di rilievi e statue antiche. Un esempio è la coppa realizzata nel 1775 e conservata al Victoria and Albert Museum di Londra, con decorazioni bianche su fondo nero. Un altro esempio è il cosiddetto Vaso Portland, una riproduzione del Vaso Barberini, ora alla Sir John Wedgwood Collection di Lerith Hill Place.
Le ceramiche prodotte dalla fabbrica, si rifecero alle suppellettili provenienti dai più recenti scavi archeologici. Ne ripresero gli elementi decorativi, realizzando la decorazione con un delicato rilievo e modificando i rapporti di colore per renderli più freddi e aggraziati, in linea con la moda del tempo.

In linea con lo stile di progettazione di Wedgwood venne posta particolare attenzione alla funzionalità di beccucci, manici e coperchi. Un esempio è la Zuppiera in ceramica bianca, ora al Victoria and Albert Museum di Londra, la cui forma, di bella semplicità, gli venne ispirata da un'urna di marmo antica.
La fabbricazione proseguì, verso la metà degli anni settanta, con vasi in stile etrusco in basalto e si arricchì di piccoli busti con soggetti quali Omero, Cicerone o la Zingara.
Negli anni che seguono Wedgwood ideò diversi altri impasti che contribuirono alla sua fortuna. Tra essi merita ricordare il Rosso Antico, il Cane, il Drab, il Chocolate e l'Olive. Nel 1782 Etruria divenne la prima fabbrica dotata di un motore a vapore e sempre in Etruria Wedgwood morì, il 3 gennaio 1795. La fabbricazione presso Etruria proseguì sino al 1940, quando la fabbrica fu ricollocata a Barlaston, vicino a Stoke-on-Trent, nello Staffordshire. I disegni di Wedwood sono tutt'oggi in produzione presso l'omonima azienda, i suoi pezzi originali sono oggetti di alto antiquariato e le sue porcellane e ceramiche moderne in uso in moltissimi paesi.

## Curiosità
- Josiah Wedgwood inventò il pirometro,  uno strumento per la misurazione delle alte temperature. Questo lo elevò Fellow della Royal Society.
- Sposò Sarah Wedgwood (cugina di terzo grado) da cui ebbe sette figli. Tra essi Susannah Wedgwood, madre dell'evoluzionista Charles Darwin, e Thomas Wedgwood, ricercatore e pioniere della fotografia.
- Nel 2009, in occasione dei 250 anni della fondazione della fabbrica Wedgwood, l'ibridatore britannico David Austin gli ha dedicato una varietà di rose, The Wedgwood Rose (AUSjosiah).
- Josiah Wedgwood fu anche il bisnonno della madre (Margaret Susan Wedgwood) del compositore Ralph Vaughan Williams.